# Alpine Astrovillage Lü-Stailas

Logo des Alpine Astrovillage Zentrums

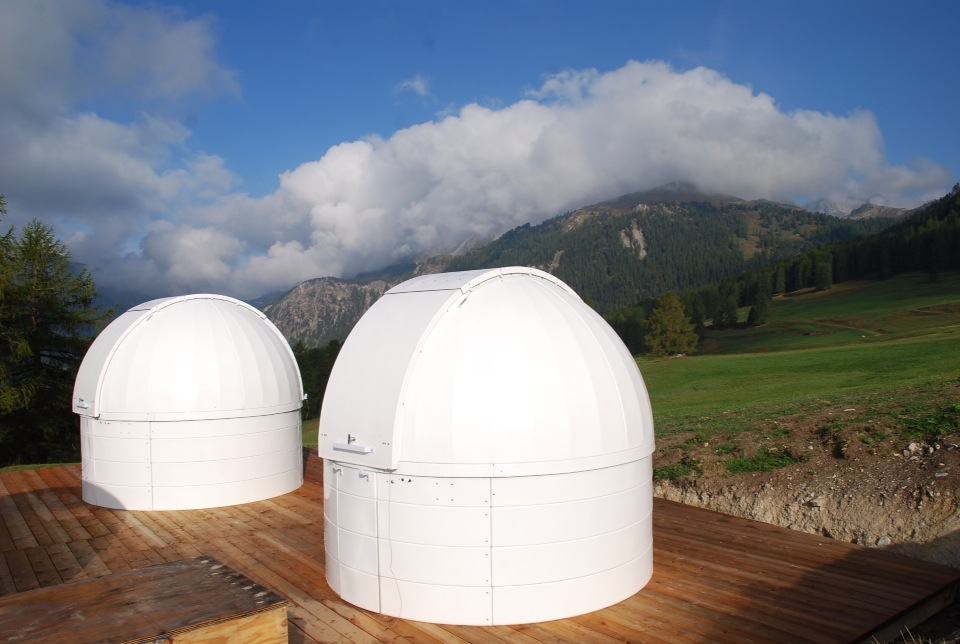
Astronomische Kuppeln des Alpine Astrovillage Lü-Stailas Koordinaten: 46° 37′ 20″ N, 10° 21′ 49″ O; CH1903: 823978 / 167617

Das Alpine Astrovillage Lü-Stailas war bis 1. Dezember 2019 ein Zentrum für Astrofotografie und Himmelsbeobachtung im Val Müstair im Schweizer Kanton Graubünden. Es wurde von Vaclav und Jitka Ourednik im Internationalen Astronomiejahr 2009 gegründet. Lü-Stailas steht für «Licht der Sterne» in der rätoromanischen Sprache des Kantons.
Das Zentrum befand sich im hochalpinen UNESCO-Biosphärenreservat «Val Müstair – Schweizer Nationalpark» in den östlichen Schweizer Alpen auf 2000 m. ü. M. in einer Region mit guter Himmelsqualität und minimaler Lichtverschmutzung. Das sehr nebelarme Val Müstair mit trockenem und windstillem Mikroklima auf der Terrasse bei Lü bietet mit durchschnittlich 250 Sonnentagen und 130–150 wolkenlosen Nächten besonders günstige Voraussetzungen für die Himmelsbeobachtung.
Das Zentrum trug seit 2011 den Titel einer Erlebnisperle des Kantons Graubünden.
Durchgeführt wurden Kurse in Astrofotografie und Himmelsbeobachtung. In Zusammenarbeit mit Schulen bot AAV auch die Möglichkeit, den praktischen Teil von Maturaprojekten und Seminararbeiten durchzuführen. Es organisierte und leitete auch astrofotografische Reisen zu den dunkelsten Orten der Erde und besuchte dabei bekannte und grosse professionelle Observatorien.
Unter demselben Namen Alpine Astrovillage und geführt durch dieselben Betreiber wurde eine Nachfolge in Luzein eröffnet.